# 미야자키현 선거구
미야자키현 선거구(일본어: 宮崎県選挙区)는 일본의 참의원 선거구이다.

## 선거구 정보
| 지역      | 미야자키현 전역        |
| 의원 정수 | 2명 (개선 정수 1명)    |
| 유권자 수 | 896,495명 (2022년 9월) |

## 역대 의원
| 홀수회                         | 홀수회        | 짝수회        | 짝수회                         |
| 의원                           | 선거          | 선거          | 의원                           |
| ------------------------------ | ------------- | ------------- | ------------------------------ |
| 다케시타 도요지 (무소속)       | 1947년 제1회  | 1947년 제1회  | 시이 야스오 (일본사회당)       |
| 다케시타 도요지 (무소속)       |               | 1950년 제2회  | 미와 사다하루 (일본사회당)     |
| 다케시타 도요지 (녹풍회)       | 1953년 제3회  |               | 미와 사다하루 (일본사회당)     |
| 다케시타 도요지 (녹풍회)       |               | 1956년 제4회  | 히라시마 도시오 (자유민주당)   |
| 후타미 진고 (자유민주당)       | 1959년 제5회  |               | 히라시마 도시오 (자유민주당)   |
| 누쿠미 사부로 (자유민주당)     | 1961년 보궐   |               | 히라시마 도시오 (자유민주당)   |
| 누쿠미 사부로 (자유민주당)     |               | 1962년 제6회  | 히라시마 도시오 (자유민주당)   |
| 누쿠미 사부로 (자유민주당)     | 1965년 제7회  |               | 히라시마 도시오 (자유민주당)   |
| 누쿠미 사부로 (자유민주당)     |               | 1968년 제8회  | 히라시마 도시오 (자유민주당)   |
| 누쿠미 사부로 (자유민주당)     | 1971년 제9회  |               | 히라시마 도시오 (자유민주당)   |
| 누쿠미 사부로 (자유민주당)     |               | 1974년 제10회 | 가미조 가쓰히사 (자유민주당)   |
| 사카모토 지카오 (무소속)       | 1976년 보궐   |               | 가미조 가쓰히사 (자유민주당)   |
| 사카모토 지카오 (자유민주당)   | 1977년 제11회 |               | 가미조 가쓰히사 (자유민주당)   |
| 사카모토 지카오 (자유민주당)   |               | 1980년 제12회 | 가미조 가쓰히사 (자유민주당)   |
| 사카모토 지카오 (자유민주당)   | 1983년 제13회 |               | 가미조 가쓰히사 (자유민주당)   |
| 사카모토 지카오 (자유민주당)   |               | 1986년 제14회 | 우에스기 미쓰히로 (무소속)     |
| 노베쓰 다카토시 (일본사회당)   | 1989년 제15회 |               | 우에스기 미쓰히로 (무소속)     |
| 노베쓰 다카토시 (일본사회당)   |               | 1992년 제16회 | 우에스기 미쓰히로 (자유민주당) |
| 나가미네 모토이 (자유민주당)   | 1995년 제17회 |               | 우에스기 미쓰히로 (자유민주당) |
| 나가미네 모토이 (자유민주당)   |               | 1998년 제18회 | 우에스기 미쓰히로 (자유민주당) |
| 고세히라 도시후미 (자유민주당) | 2001년 제19회 |               | 우에스기 미쓰히로 (자유민주당) |
| 고세히라 도시후미 (자유민주당) |               | 2004년 제20회 | 마쓰시타 신페이 (무소속)       |
| 도야마 이쓰키 (무소속)         | 2007년 제21회 |               | 마쓰시타 신페이 (무소속)       |
| 도야마 이쓰키 (무소속)         |               | 2010년 제22회 | 마쓰시타 신페이 (자유민주당)   |
| 나가미네 마코토 (자유민주당)   | 2013년 제23회 |               | 마쓰시타 신페이 (자유민주당)   |
| 나가미네 마코토 (자유민주당)   |               | 2016년 제24회 | 마쓰시타 신페이 (자유민주당)   |
| 나가미네 마코토 (자유민주당)   | 2019년 제25회 |               | 마쓰시타 신페이 (자유민주당)   |
| 나가미네 마코토 (자유민주당)   |               | 2022년 제26회 | 마쓰시타 신페이 (자유민주당)   |

## 최근 선거 결과

### 2016년 (제24회)
|  | 62.04% |

|  | 33.49% |

|  | 4.47% |

### 2019년 (제25회)
|  | 64.35% |

|  | 29.52% |

|  | 6.13% |

### 2022년 (제26회)
|  | 48.00% |

|  | 36.12% |

|  | 7.22% |

|  | 3.75% |

|  | 2.93% |

|  | 1.98% |

## 같이 보기
- 미야자키현 제1구
- 미야자키현 제2구
- 미야자키현 제3구